# Maniquí de Nova Irlanda
El maniquí de Nova Irlanda (Lonchura forbesi) és un ocell de la família dels estríldids (Estrildidae).

## Hàbitat i distribució
Habita praderies de l'illa de Nova Irlanda, a la zona oriental de l'Arxipèlag de Bismarck.